# ジョージ・ダンツィーグ
- George Bernard Dantzig
- ジョージ・バーナード・ダンツィク
- ジョージ・バーナード・ダンツィーグ

ジョージ・バーナード・ダンツィク（George Bernard Dantzig、1914年11月8日 - 2005年5月13日）は、アメリカの数理科学者。インダストリアル・エンジニアリング、オペレーションズ・リサーチ、計算機科学、経済学、統計学に貢献した。
線形計画問題を解くためのアルゴリズムであるシンプレックス法の開発など線形計画法を用いた研究で知られる。統計学においては、統計理論の2つの未解決問題を解決した。この問題は、イェジ・ネイマンの講義に遅刻してきたダンツィーグが宿題と勘違いした問題であった。
亡くなるときには、スタンフォード大学で交通科学の名誉教授、オペレーションズ・リサーチおよび計算機科学の教授を務めていた。

## 幼年期と教育
オレゴン州ポートランド出身。ジョージ・バーナードという名前はアイルランドの作家ジョージ・バーナード・ショーにちなむ。ユダヤ人の両親のもとに生まれた。父トビアス・ダンツィクは数学者、言語学者であり、母Anja Dantzig（旧姓Ourisson）は、フランス系ユダヤ人の言語学者であった。両親はパリ大学で学んでいたときに出会った。トビアスはアンリ・ポアンカレの下で数学を学び、ダンツィクの弟は彼にちなんだ名前を持つ。一家はアメリカに移住し、オレゴン州ポートランドに定住した。
1920年代初頭にダンツィク家はボルチモアからワシントンD.C.に移住した。母はアメリカ議会図書館の言語学者となり、父はメリーランド大学カレッジパーク校の数学の指導教員となった。ダンツィクはPowell中学校とCentral High Schoolに通った。友人の1人であったアブラハム・ザイデンバーグも数学者になっている。高校に通う前から幾何学に魅力を感じており、この興味はさらに父親に育まれ、特に射影幾何学における複雑な問題に挑戦していた。
1936年にメリーランド大学から数学および物理学の学士号を取得した。1938年にミシガン大学で数学の修士号を取得した。労働統計局に2年間勤務したのち、カリフォルニア大学バークレー校で数学の博士課程に入学し、イェジ・ネイマンの下で統計学を研究した。

## 経歴
第二次世界大戦が勃発し、バークレー校の博士課程を休学し、アメリカ陸軍航空軍で民間人として働くこととなった。1941年から1946年まで、陸軍航空軍の本部統計管理の戦闘分析部門の責任者となった。1946年、博士課程の要件を終えるためにバークレーに戻り、その年にPh.D.を取得した。バークレー校から教員の依頼を受けていたが、会計検査官の数学顧問として空軍へ戻った。
1952年、ランド研究所の数学部門に入った。1960年にはカリフォルニア大学バークレー校のインダストリアル・エンジニアリング学科の教授となり、オペレーションズ・リサーチセンターを設立し指揮を執った。1966年、オペレーションズ・リサーチおよび計算機科学の教授としてスタンフォード大学に入った。1年後、オペレーションズ・リサーチの課程がきちんとした学科となった。1973年、そこにシステム最適化研究所 (Systems Optimization Laboratory, SOL) を設立した。その年にサバティカル休暇をとり、オーストリアのLaxenburgにある国際応用システム分析研究所 (IIASA) の方法論グループを統率した。その後スタンフォード大学の交通科学のC. A. Criley教授職に就任した。
米国科学アカデミー、全米技術アカデミー、アメリカ芸術科学アカデミーの会員であった。1974年に第1回ジョン・フォン・ノイマン理論賞、1975年にアメリカ国家科学賞、1976年にメリーランド大学カレッジパーク校から名誉学位を授与されるなど多くの栄誉を受けている。Mathematical Programming Societyは、1982年から3年ごとに数理計画法の分野で大きなインパクトを与えた1人または2人に授与するジョージ・B・ダンツィク賞を創設した。2002年にはInstitute for Operations Research and the Management Sciences (INFORMS) のフェローに選出されている。

### 研究
Freundは、さらに「数学理論、計算、経済分析、工業問題への応用などの研究を通じて、ダンツィクは線形計画法の目覚ましい発展に他のどの研究者よりも多くの貢献をした」と書いている。
ダンツィクの研究により、航空業界では例えば乗務員のスケジュールを立てたり、機団の割当を行ったりすることができるようになった。彼の研究に基づいて開発されたツールは、「運送会社が必要とする飛行機の数や、配送車両の配置場所を決定するために使用している。石油業界では、原産物のどのくらいの量をガソリンのグレードの異なるものにすべきか、どのくらいの量を石油ベースの副産物に使うべきか決定するために、長い間、精製の計画で線形計画法を使ってきた。これは製造業、収益管理、通信、広告、建築、回路設計など数えきれない分野で使われている。」

#### 数理統計学
ダンツィクの人生で有名な話の発端となった出来事は、1939年、彼がUCバークレーの大学院生だったときに起こった。ダンツィクが遅刻した授業のおよそ始めに、教授のイェジ・ネイマンは有名な統計学上の未解決問題の2つの例を黒板に書いた。ダンツィクは授業に到着すると、その2つの問題が宿題と思い込み、それらの問題を書き留めた。ダンツィクによると問題は「いつもより少し難しいように見えた」が、数日後2つの問題の解法を提出した。このときもまだ締め切りが過ぎた宿題と思っていた。
6週間後、教授ネイマンの訪問を受けた。ネイマンはダンツィクに、解いた宿題の問題は統計学の中で最も有名な未解決問題の2つであったことを伝えた。ネイマンは数学ジャーナルで発表するためにダンツィクの解法の1つを準備していた。College Mathematics Journalの1986年のインタビューで語ったところでは

1年後、学位論文のテーマについて悩み始めたとき、ネイマンは肩をすくめてあの2つの問題をバインダーに閉じてくれれば学位論文として受理すると私に言った。

数年後、他の研究者エイブラハム・ウォールドが第2の問題の結論に達した論文を発表する準備をしており、以前の解法を知りダンツィクを共著者に加えた。
この話は広まり始め、ポジティブシンキングの力を示す動機づけの課業として使われた。時間が経つにつれダンツィクの名前は消え、事実は改変されたが、基本的な話は都市伝説の形式で映画『グッド・ウィル・ハンティング/旅立ち』の導入シーンとして存続した。

#### 線形計画法
線形計画法は線形関係として表される要件のいくつかのリストに対して、与えられた数理モデルの中で最も良い結果（最大利益や最小コストなど）を達成する方法を決定するための数学的方法である。線形計画法は、第二次世界大戦中に軍のコストを削減し、敵の損失を増やすための支出と見返りを計画するために開発された数学モデルとして生まれた。1947年まで秘密にされていた。戦後、多くの業界で日常の計画にそれを使う方法が見出された。
この主題の創始者は、1939年に線形計画問題を開発したロシアの数学者レオニート・カントロヴィチ、1947年にシンプレックス法を発表したダンツィク、同年に双対問題の理論を発表したジョン・フォン・ノイマンである。
ダンツィクの元々の例である、70の仕事に70人を割り当てる最適を見つけるという例は、線形計画法の有用性を例証している。最適な割当を選ぶ目的で全ての順列を試験するのに必要な計算能力は膨大であり、可能な割当の数は宇宙の粒子数を超える。しかし、問題を線形プログラムとして与え、シンプレックス法を適用すれば、一瞬で最適解を見つけ出すことができる。線形計画法の背後にある理論は、確認しなければならない最適解の可能性を大幅に減らすことができる。
1963年、ダンツィクのLinear Programming and Extensions（線形計画法とその拡張）がプリンストン大学出版局から出版された。洞察に富み、重要なトピックを網羅したこの本はすぐに線形計画法のバイブルとなった。

## 私生活
2005年5月13日に糖尿病と心血管疾患の合併症のため、カリフォルニア州スタンフォードの自宅で死去した。90歳であった。

## 発表
著作
- 1953. Notes on linear programming. RAND Corporation.
- 1956. Linear inequalities and related systems. With others. Edited by H.W. Kuhn and A.W. Tucker. Princeton University Press.
- 1963. Linear programming and extensions. Princeton University Press and the RAND Corporation. pdf from RAND
- 1966. On the continuity of the minimum set of a continuous function. With Jon H. Folkman and Norman Shapiro.
- 1968. Mathematics of the decision sciences. With Arthur F. Veinott, Jr. Summer Seminar on Applied Mathematics 5th : 1967 : Stanford University. American Mathematical Society.
- 1969. Lectures in differential equations. A. K. Aziz, general editor. Contributors: George B. Dantzig and others.
- 1970. Natural gas transmission system optimization. With others.
- 1973. Compact city; a plan for a liveable urban environment. With Thomas L. Saaty.
- 1974. Studies in optimization. Edited with B.C. Eaves. Mathematical Association of America.
- 1985. Mathematical programming : essays in honor of George B. Dantzig. Edited by R.W. Cottle. Mathematical Programming Society.
- 1997. Linear programming 1: Introduction. G.B.D. and Mukund N. Thapa. Springer-Verlag.
- 2003. Linear programming 2: Theory and Extensions. G.B.D. and Mukund N. Thapa. Springer-Verlag.
- 2003. The Basic George B. Dantzig. Edited by Richard W. Cottle. Stanford Business Books, Stanford University Press, Stanford, California.[12]

本の章
- Dantzig, George B. (1960), “General convex objective forms”, Mathematical models in the social sciences, 1959: Proceedings of the first Stanford symposium, Stanford mathematical studies in the social sciences, IV, Stanford, California: Stanford University Press, pp. 151–158, ISBN 9780804700214.

論文（セレクション）
- Dantzig, George B. (June 1940). “On the Non-Existence of Tests of 'Student's' Hypothesis Having Power Functions Independent of σ”. The Annals of Mathematical Statistics 11 (2):  186–92. doi:10.1214/aoms/1177731912. JSTOR 2235875.
- Wood, Marshall K.; Dantzig, George B. (1949). “Programming of Interdependent Activities: I General Discussion”. Econometrica 17 (3/4):  193–9. doi:10.2307/1905522. JSTOR 1905522.
- Dantzig, George B. (1949). “Programming of Interdependent Activities: II Mathematical Model”. Econometrica 17 (3):  200–211. doi:10.2307/1905523. JSTOR 1905523.
- Dantzig, George B. (1955). “Optimal Solution of a Dynamic Leontief Model with Substitution”. Econometrica 23 (3):  295–302. doi:10.2307/1910385. JSTOR 1910385.

## 関連文献
- Cottle, Richard; Johnson, Ellis; Wets, Roger (March 2007). “George B. Dantzig (1914–2005)”. Notices of the American Mathematical Society 54 (3):  344–62.
- "Professor George Dantzig: Linear Programming Founder Turns 80", SIAM News, November 1994
- O'Connor, John J.; Robertson, Edmund F., “ジョージ・ダンツィーグ”, MacTutor History of Mathematics archive, University of St Andrews.
- Dantzig, George B. (1990). “The Diet Problem”. Interfaces 20 (4):  43–7. doi:10.1287/inte.20.4.43. JSTOR 25061369.
- Cottle, Richard W. (2005). “George B. Dantzig: a legendary life in mathematical programming”. Mathematical Programming 105 (1):  1–8. doi:10.1007/s10107-005-0674-4. ISSN 0025-5610.